# Noční můra

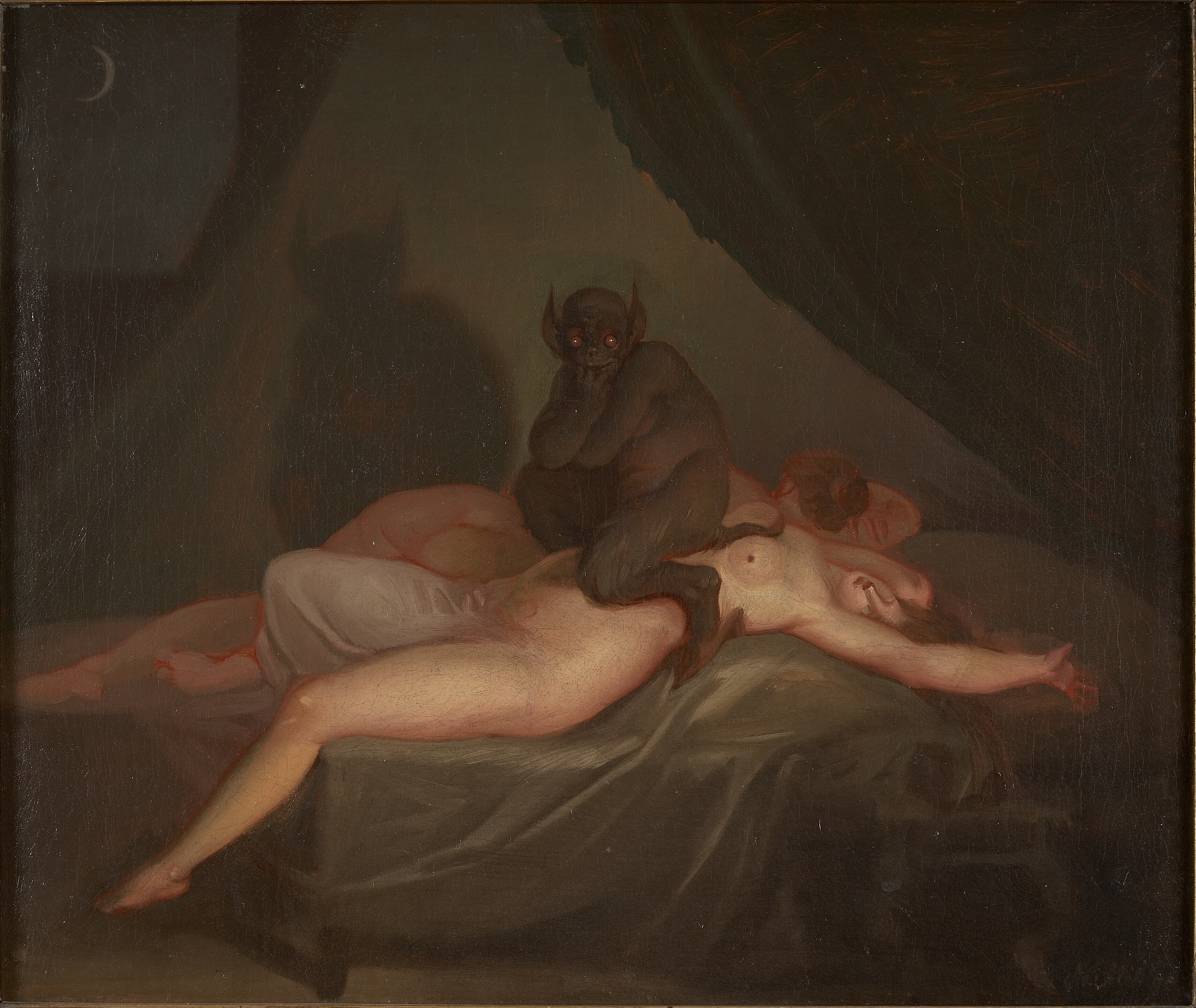
Noční můra na obraze Nikolaje A. Abildgaarda

Noční můra se nazývá zlý sen, který sužuje spícího během noci, nebo jeden z efektů spánkové paralýzy. V lidové tradici ji zpodobňuje přízrak, který sedne spáči na hruď a ztěžuje mu tak spánek. Člověk se probudí zadýchaný a zpocený.

## Psychologie
Noční můry jako zlé sny se dostavují během „snové“ REM fáze spánku. Po probuzení si postižený noční můru jasně pamatuje. Noční můry se vyskytují u kohokoliv, když je ve stresu.
Podobným fenoménem je noční děs, který se ovšem dostavuje v průběhu hlubokého NREM spánku, takže si jej postižený po probuzení zpravidla nepamatuje.

## Původ slova
Výraz můra je odvozen od germánského slova mar, který lze přeložit jako přízrak. Germáni si povšimli, že staří lidé často umírají ve spánku. Mar pro ně byla tajemná bytost, která si v noci odnese duši spícího. S tímto slovním základem pak jazyky naložily různě – například anglické nightmare doslovně znamená noční kobyla, původní význam anglického slova mare je ovšem noční démon nebo skřet, který své oběti mučí děsivými sny.
České slovo mor a jméno slovanského zosobnění smrti Morana pochází z tohoto slovního základu, etymologickou souvislost má i výraz mráz. Slovo můra je stejného původu, neboť motýl, který létá v noci, se zdál být lidem něčím zlověstným. Výraz můra – přízrak je tedy staršího původu než můra – noční motýl.
Noční můra jako přízrak je blízká upírovi, který se staročesky označoval jako morous.